# Lauren Page
Lauren Page (Riverside, 20 settembre 1996) è una pallavolista statunitense, centrale delle San Diego Mojo.

## Carriera

### Club
La carriera di Lauren Page inizia nei tornei scolastici californiani, giocando per la Martin Luther King HS. Dopo il diploma gioca nella lega universitaria NCAA Division I, giocando per le Ducks della Oregon dal 2015 al 2018.
Firma il suo primo contratto da professionista nella stagione 2019-20, approdando nella Lega Nazionale A svizzera con lo Genève; resta nella massima divisione elvetica anche nella stagione seguente, ma indossando la casacca del Neuchâtel, con il quale si aggiudica lo scudetto. Nel campionato 2021-22 si trasferisce in Germania, prendendo parte alla 1. Bundesliga con il Potsdam, mentre nel campionato seguente è di scena in Francia, partecipando alla Ligue A con il Vandœuvre Nancy.
Nella stagione 2023-24 milita nella Primeira Divisão portoghese, dove indossa la casacca del Porto e vince lo scudetto, tornando poi in patria per partecipare all'Athletes Unlimited 2024 e poi alla Pro Volleyball Federation 2025 con le San Diego Mojo.

## Palmarès

### Club
- Campionato svizzero: 1

2020-21
- Campionato portoghese: 1

2023-24